# Monument à la mémoire des défenseurs de Belfort 1870-1871
Le monument à la mémoire des défenseurs de Belfort 1870-1871 est un monument aux morts élevé par la Société amicale parisienne des défenseurs de Belfort de 1870-1871 et situé au cimetière du Père-Lachaise. 
Le monument commémore le siège de Belfort qui se déroula du 3 novembre 1870 au 18 février 1871, pendant la guerre franco-prussienne.

## Historique
Le pèlerinage annuel à Belfort étant difficile pour certains anciens combattants, vu leur âge et leurs infirmités, l'amicale parisienne décida en 1905 d'ériger un monument à la mémoire des défenseurs de Belfort à Paris. Le gouvernement qui jusqu'ici assurait l'entretien des monuments de la guerre de 1870 accepta ce projet sous réserve que l'entretien du monument soit confié à la Mairie de Paris.
Le maire adjoint du 20e arrondissement Charles Robichon fit l'acquisition d'un terrain au cimetière du Père-Lachaise en tant que président de la Société amicale parisienne des défenseurs de Belfort de 1870-1871. Et une souscription publique est mise en place pour financer le monument.
Le monument est inauguré le 31 décembre 1911,  pour les 40 ans du siège, en présence de nombreuses personnalités dont le ministre de la guerre Adolphe Messimy, le président du conseil municipal Félix Roussel, le préfet de police Lépine, le président du conseil général Girard, le gouverneur de Paris Maunoury, le maire du 20e Chassin,.

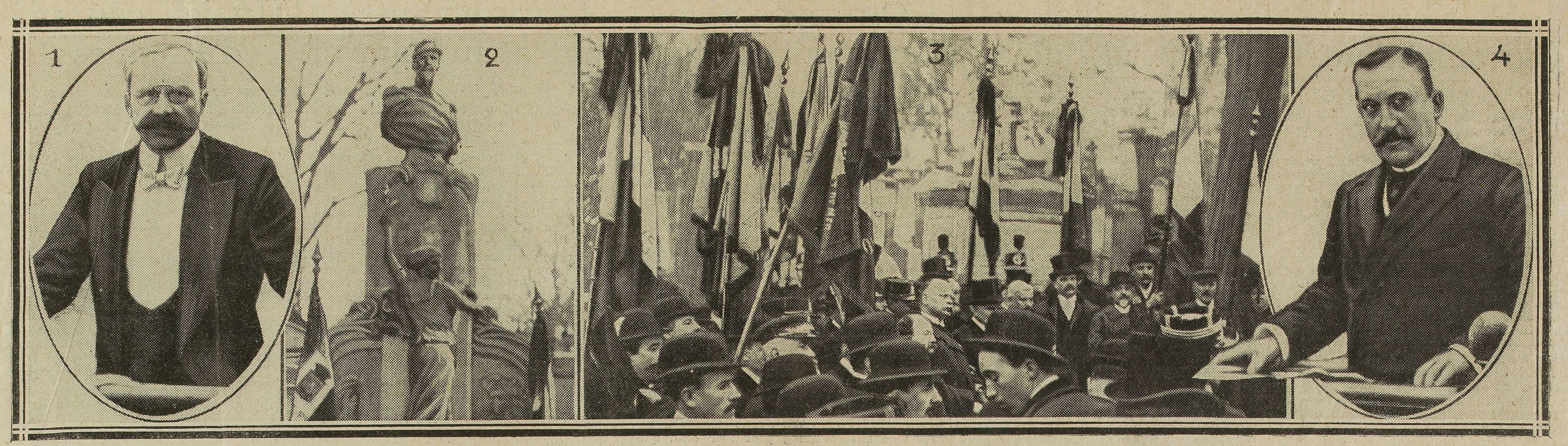
Inauguration du monument le 31 décembre 1911 par le ministre de la guerre Adolphe Messimy et le président du conseil municipal Félix Roussel.

En 2010, le conseiller général de Belfort-Est et conseiller municipal de Belfort Christophe Grudler alerte Jean-François Martins, conseiller de Paris, du piteux état du monument : « tags au dos du monument, vert des gris sur les parties métalliques et la pierre, ternissement général de la couleur ». Le 19 octobre, Jean-François Martins présente un vœu que le conseil de Paris adopte à l'unanimité. Les travaux de rénovation du monument se sont déroulés en 2011, l'année du 140e anniversaire du siège de Belfort.

## Caractéristiques
Le monument est situé en première ligne de la 54e division du cimetière du Père-Lachaise; il est l’œuvre de Jacques Robichon, fils de Charles Robichon. D'une hauteur de 4 mètres, il est en granit et en bronze et est composé de :
- Un buste du colonel Denfert Rochereau ;

- Une statue, représentation de la France, tendant une branche de laurier à Denfert-Rochereau et écrivant sur le socle du buste : « Les Défenseurs de Belfort ont bien mérité de la Patrie » ;
- Deux moyen-reliefs représentant les deux provinces perdues à la suite de la guerre franco-prussienne : l'Alsace et la Lorraine[9],[10] ;
- Une représentation du lion de Belfort en bas-relief.

### Inscriptions
« Les défenseurs de Belfort ont bien mérité de la Patrie. »
« À la mémoire des défenseurs de Belfort 1870-1871 »
« Les défenseurs de Belfort au nombre de 16 000 commandés par le colonel Denfert-Rochereauont conservé à la France cette partie de l'Alsace. Belfort resta debout après 103 jours de siège, 73 jours de bombardement, devant 80 000 ennemis et après avoir reçu 500 000 projectiles. »
« Érigé sous la direction de la Société amicale parisienne des défenseurs de Belfort, ce monument a été remis à la ville de Paris et inauguré en l'année 1911, Mr. Armand Fallières, président de la République, Mr. M. Delanney, préfet de la Seine, Mr. Louis Lépine, préfet de police, défenseur de Belfort, Mr. A. Messimy, ministre de la guerre. »